# Juska Savolainen
Pour les articles homonymes, voir Savolainen.
Juska Savolainen est un footballeur finlandais, né le 1er septembre 1983 à Helsinki en Finlande. Il évolue comme milieu relayeur.

## Sélection
- Finlande : 2 sélections

Juska Savolainen a effectué sa première sa première apparition avec la Finlande le 18 janvier 2010 en étant titularisé contre la Corée du Sud lors d'un match amical remporté par les asiatiques (2-0).

## Palmarès
AC Allianssi
- Vainqueur de la Coupe de la Ligue finlandaise (1) : 2005

 Tampere United
- Champion de Finlande (2) : 2006, 2007
- Vainqueur de la Coupe de Finlande (1) : 2007
- Vainqueur de la Coupe de la Ligue finlandaise (1) : 2009

 Rosenborg BK
- Champion de Norvège (1) : 2009